# Уолл, Дебора Энн
Де́бора Энн Уо́лл (англ. Deborah Ann Woll; род. 7 февраля 1985, Бруклин, Нью-Йорк, Нью-Йорк, США) — американская актриса, наиболее известна по ролям Джессики Хэмби в сериале «Настоящая кровь» и Карен Пейдж в Кинематографической вселенной Marvel.

## Биография
Дебора Энн Уолл родилась 7 февраля 1985 года в Бруклине, Нью-Йорк. Отец — архитектор, мать — учитель. Имеет ирландско-немецкое происхождение. В 2007 году окончила университет южно-калифорнийской театральной школы со степенью бакалавра. Прошла ускоренную программу Шекспира в Королевской академии драматического искусства в Лондоне. Уолл также снялась в эпизодических ролях во многих известных сериалах, таких как: «Менталист», «Жизнь», «Меня зовут Эрл», «C.S.I.: Место преступления», «Скорая помощь» и других. Одной из самых известных ролей, является роль Джессики Хэмби в сериале HBO «Настоящая кровь», снятого по новеллам американской писательницы Шарлин Харрис. В книгах персонажа Джессики нет, несмотря на это режиссёр сериала ввёл новообращенную вампиршу в сценарий.
Вместе с Форестом Уиттакером, Брюсом Уиллисом и Никки Рид, снялась в независимом криминальном триллере «Уловка .44» («Наживка .44») режиссёра Аарона Харви.
Исполняет роль Карен Пейдж в Кинематографической вселенной Marvel. Впервые появившись в этой роли в сериале «Сорвиголова» затем повторила её в сериалах «Защитники», «Каратель» и «Сорвиголова: Рождённый заново».

## Фильмография
| Год          |    | Русское название                      | Оригинальное название                   | Роль            |
| ------------ | -- | ------------------------------------- | --------------------------------------- | --------------- |
| 2007         | с  | Жизнь                                 | Life                                    | Нэнси           |
| 2008         | тф | Крутые стволы                         | Aces 'N' Eights                         | Terrified Woman |
| 2008         | с  | Скорая помощь                         | ER                                      | Аврора Куилл    |
| 2008         | с  | C.S.I.: Место преступления            | CSI: Crime Scene Investigation          | Стефани         |
| 2008         | с  | Меня зовут Эрл                        | My Name Is Earl                         | Грета           |
| 2008         | с  | Менталист                             | The Mentalist                           | Керри Шихан     |
| 2008—2014    | с  | Настоящая кровь                       | True Blood                              | Джессика Хэмби  |
| 2009         | с  | Закон и порядок: Специальный корпус   | Law & Order: Special Victims Unit       | Лили Милтон     |
| 2010         | с  | Капля настоящей крови                 | A Drop of True Blood                    | Джессика Хэмби  |
| 2010         | ф  | День матери                           | Mother's Day                            | Лидия Коффин    |
| 2010—2014    | с  | Настоящая кровь: Блог Джессики        | True Blood: Jessica's Blog              | Джессика Хэмби  |
| 2011         | ф  | Маленький убийца                      | Little Murder                           | Молли           |
| 2011         | ф  | Семь дней в утопии                    | Seven Days in Utopia                    | Сара            |
| 2011         | ф  | Карьер                                | The Carrier                             | Дебра, озвучка  |
| 2011         | ф  | Наживка. 44                           | Catch .44                               | Доун            |
| 2011         | ф  | Однажды эта боль принесёт тебе пользу | Someday This Pain Will Be Useful to You | Джиллиан Свик   |
| 2012         | ф  | Руби Спаркс                           | Ruby Sparks                             | Лайла           |
| 2013         | ф  | Парк Хайленд                          | Highland Park                           | Лилли           |
| 2013         | с  | Коп с топором                         | Axe Cop                                 | фея, озвучка    |
| 2014         | ф  | Встретимся в Черногории               | Meet Me in Montenegro                   | Венди           |
| 2015         | ф  | Автоматическая ненависть              | The Automatic Hate                      | Кэсси           |
| 2015         | ф  | Навсегда                              | Forever                                 | Элис            |
| 2015—2018    | с  | Сорвиголова                           | Daredevil                               | Карен Пейдж     |
| 2016         | ф  | Розалина                              | Rosaline                                | Розалина        |
| 2017         | с  | Защитники                             | The Defenders                           | Карен Пейдж     |
| 2017—2019    | с  | Каратель                              | The Punisher                            | Карен Пейдж     |
| 2018         | ф  |                                       | Silver Lake                             | Мэри            |
| 2019         | ф  | Клаустрофобы                          | Escape Room                             | Аманда Харпер   |
| 2021         | ф  | Клаустрофобы 2: Лига выживших         | Escape Room: Tournament of Champions    | Аманда Харпер   |
| 2021         | ф  | Семейный бизнес                       | Ida Red                                 | Джини Уокер     |
| 2022         | ки | God of War: Рагнарёк                  | God of War: Ragnarök                    | Лафэй           |
| 2023         | с  | Квантовый скачок                      | Quantum Leap                            | Карли Фармер    |
| 2024         | ф  | Королева ринга                        | Queen of the Ring                       | Глэдис Гиллем   |
| 2025 — н. в. | с  | Сорвиголова: Рождённый заново         | Daredevil: Born Again                   | Карен Пейдж     |

## Награды и номинации
- 2009 — премия «Спутник» «Лучший актёрский ансамбль» («Настоящая кровь»).
- 2010 — номинация на премию «Screen Actors Guild Awards» «Лучший актёрский ансамбль драматического сериала» («Настоящая кровь»).
- 2010 — номинация на премию «Scream Awards» «Лучший женский персонаж» («Настоящая кровь»).
- 2010 — номинация на премию «Scream Awards» «Лучший творческий ансамбль» («Настоящая кровь»).
- 2011 — премия «Scream Awards» «Лучший творческий ансамбль» («Настоящая кровь»).